# Vendrennes

Vendrennes este o comună în departamentul Vendée, Franța. În 2009 avea o populație de 1,447 de locuitori.